# Likoma Island Airport
Likoma Island Airport är en flygplats i Malawi. Den ligger i distriktet Likoma District och regionen Northern Region, i den norra delen av landet, på ön Likoma i Malawisjön. Likoma Island Airport ligger 496 meter över havet.
Terrängen runt Likoma Island Airport är huvudsakligen platt, men åt sydost är den kuperad.